# Pericoma exquista
Pericoma exquista är en tvåvingeart som beskrevs av Eaton 1893. Pericoma exquista ingår i släktet Pericoma och familjen fjärilsmyggor. Inga underarter finns listade i Catalogue of Life.